# Mătești, Buzău
Mătești este un sat în comuna Săpoca din județul Buzău, Muntenia, România. Se află pe valea Slănicului, în Subcarpații de Curbură.